# Kotava
Kotava je umělý jazyk vyvinutý kanadskou lingvistkou Staren Fetcey v roce 1978. Má sloužit jakožto mezinárodní pomocný jazyk (jednoduchý jazyk, který má pomoct během dorozumívání se mezi lidmi s rozdílnými rodnými jazyky), přičemž klade důraz na jazykovou neutralitu. Většina uměle vytvořených mezinárodních pomocných jazyků pochází ze západního prostředí a jejich gramatika, výslovnost a slovní zásoba odráží jazyky západní civilizace (typicky esperanto, které má většinu slovní zásoby z latiny), což je ale činí hůře přístupné pro lidi ze zbytku světa. Kotava se snaží být stejně přístupná všem civilizacím, a proto jsou všechna slova v jazyce zcela smyšlená. Výslovnost je velmi jednoduchá (jazyk používá jen 5 samohlásek a 17 souhlásek) a měla by být snadná pro mluvčí jakéhokoliv jazyka, gramatika je také velmi jednoduchá. Jazyk se skládá ze zhruba 16 000 slovních kořenů.
Slovo kotava v jazyce kotava znamená „jazyk pro všechny“.

## Používání jazyka
Komunita používající tento jazyk pochází především z frankofonního prostředí a většina učebnic kotavy je ve francouzštině. Počet mluvčích není známý, odhaduje se, že jich je kolem padesáti.
Do kotavy byla přeložena některá díla světových autorů, jako je Lev Tolstoj, Guy de Maupassant, Octave Mirbeau, Albert Camus, Molière, Michail Šolochov, Antoine de Saint-Exupéry, Victor Hugo, La Fontaine, Charles Perrault, bratři Grimmové, Hans Christian Andersen nebo Machiavelli.
Existuje také Wikipedie v jazyce kotava, která obsahuje přes 29 000 článků. Poměr počtu článků na jednoho mluvčího jazyka (426 286, vycházíme-li z velmi vysokého odhadu, že mluvčích je 70) byl u této jazykové verze Wikipedie druhý nejvyšší ze všech jazykových verzí, přičemž první je u volapük Wikipedie.

## Ukázka
Otčenáš v jazyce kotava:
| „ | Cinaf Gadik koe kelt tigis, Rinaf yolt zo tutumtar, Rinafa gazara artfir, Rinafa kuranira moe tawava lidam kelt zo askir. Va vieleaf beg pu cin re zilil va kota cinafa kantara ixel dum pu bagesik dere ixev. Ise gu zoenuca va cin me levplekul, Volse gu rote va cin tunuyal. | “ |

Český překlad:
| „ | Otče náš, jenž jsi na nebesích, posvěť se jméno tvé. Přijď království tvé. Buď vůle tvá jako v nebi tak i na zemi. Chléb náš vezdejší dej nám dnes. A odpusť nám naše viny, jako i my odpouštíme našim viníkům. A neuveď nás v pokušení, ale zbav nás od zlého. | “ |

První článek Všeobecné deklarace lidských práv v jazyce kotava:
| „ | Kot ayik sokoblir nuyaf is miltaf gu bagaliuca is rokeem. Va ova is jiluca sodir isen kottan is artan va sint beron gotegid. | “ |

Český překlad:
| „ | Všichni lidé se rodí svobodní a sobě rovní v důstojnosti i právech. Jsou nadáni rozumem a svědomím a mají spolu jednat v duchu bratrství. | “ |